# استف کوک
استف کوک (انگلیسی: Steph Cook؛ زادهٔ ۷ فوریه ۱۹۷۲) ورزشکار پنج‌گانه مدرن اهل بریتانیا است.
وی در مسابقات کشوری و بین‌المللی در مجموع برندهٔ ۱ مدال طلا شده‌است.